# Билинейная форма
Пусть {\displaystyle L} есть векторное пространство над полем {\displaystyle K} (чаще всего рассматриваются поля {\displaystyle K=\mathbb {R} } или {\displaystyle K=\mathbb {C} }).
Билинейной формой называется функция {\displaystyle F\colon L\times L\to K}, линейная по каждому из аргументов:
{\displaystyle F(x+z,\,y)=F(x,\,y)+F(z,\,y)},
{\displaystyle F(x,\,y+z)=F(x,\,y)+F(x,\,z)},
{\displaystyle F(\lambda x,\,y)=\lambda F(x,\,y)},
{\displaystyle F(x,\,\lambda y)=\lambda F(x,\,y)},
здесь {\displaystyle x,y,z\in L} и {\displaystyle \lambda \in K.}
Билинейная форма — частный случай понятия тензора (тензор ранга (0,2)).

## Альтернативное определение
В случае конечномерных пространств (например, {\displaystyle \mathbb {R} ^{n}}) чаще используется другое определение.
Пусть {\displaystyle L} есть множество векторов вида {\displaystyle x=(x_{1},x_{2},\dots ,x_{n}),} где {\displaystyle x_{i}\in K,i={\overline {1,n}}}.
Билинейными формами называются функции {\displaystyle F\colon L\times L\to K} вида
{\displaystyle F(x,y)=\sum _{i,\,j=1}^{n}a_{ij}x_{i}y_{j},}
где {\displaystyle x=(x_{1},x_{2},\dots ,x_{n}),} {\displaystyle y=(y_{1},y_{2},\dots ,y_{n}),} а {\displaystyle a_{ij}} — некоторые константы из поля {\displaystyle K.}
Говоря другими словами, билинейная форма — это функция от двух векторов по {\displaystyle n} переменных компонент в каждом, являющаяся однородным многочленом первой степени относительно переменных компонент каждого вектора.

## Связанные определения
- Билинейная форма {\displaystyle F} называется симметричной, если {\displaystyle F(x,\,y)=F(y,\,x)} для любых векторов {\displaystyle x,y\in L}.
- Билинейная форма {\displaystyle F} называется кососимметричной (антисимметричной), если {\displaystyle F(x,\,y)=-F(y,\,x)} для любых векторов {\displaystyle x,y\in L}.
- Вектор {\displaystyle x\in L} называется ортогональным (более точно, ортогональным слева) подпространству {\displaystyle M\subset L} относительно {\displaystyle F}, если {\displaystyle F(x,\,y)=0} для всех {\displaystyle y\in M}. Совокупность векторов {\displaystyle x\in L}, ортогональных подпространству {\displaystyle M\subset L} относительно данной билинейной формы {\displaystyle F}, называется ортогональным дополнением подпространства {\displaystyle M\subset L} относительно {\displaystyle F} и обозначается {\displaystyle M^{\perp }}.
- Радикалом билинейной формы {\displaystyle F} называется ортогональное дополнение самого пространства {\displaystyle L} относительно {\displaystyle F}, то есть совокупность {\displaystyle L^{\perp }} векторов {\displaystyle x\in L}, для которых {\displaystyle F(x,\,y)=0} при всех {\displaystyle y\in L}.

## Свойства
- Множество всех билинейных форм {\displaystyle W(L,L)}, заданных на произвольном фиксированном пространстве, является линейным пространством.
- Любую билинейную форму можно представить в виде суммы симметричной и кососимметричной форм.
- При выбранном базисе {\displaystyle e_{1},\ldots ,e_{n}} в {\displaystyle L} любая билинейная форма {\displaystyle F} однозначно определяется матрицей

{\displaystyle {\begin{pmatrix}F(e_{1},\,e_{1})&F(e_{1},\,e_{2})&\ldots &F(e_{1},\,e_{n})\\F(e_{2},\,e_{1})&F(e_{2},\,e_{2})&\ldots &F(e_{2},\,e_{n})\\\vdots &\vdots &\ddots &\vdots \\F(e_{n},\,e_{1})&F(e_{n},\,e_{2})&\ldots &F(e_{n},\,e_{n})\end{pmatrix}},}
так что для любых векторов {\displaystyle x=x^{1}e_{1}+x^{2}e_{2}+\cdots +x^{n}e_{n}} и {\displaystyle y=y^{1}e_{1}+y^{2}e_{2}+\cdots +y^{n}e_{n}}
{\displaystyle F(x,\,y)={\begin{pmatrix}x^{1}&x^{2}&\ldots &x^{n}\end{pmatrix}}{\begin{pmatrix}F(e_{1},\,e_{1})&F(e_{1},\,e_{2})&\ldots &F(e_{1},\,e_{n})\\F(e_{2},\,e_{1})&F(e_{2},\,e_{2})&\ldots &F(e_{2},\,e_{n})\\\vdots &\vdots &\ddots &\vdots \\F(e_{n},\,e_{1})&F(e_{n},\,e_{2})&\ldots &F(e_{n},\,e_{n})\end{pmatrix}}{\begin{pmatrix}y^{1}\\y^{2}\\\vdots \\y^{n}\end{pmatrix}},}
то есть
{\displaystyle F(x,\,y)=\sum _{i,j=1}^{n}f_{ij}\,x^{i}y^{j},\ \quad f_{ij}=F(e_{i},\,e_{j}).}
- Это также означает, что билинейная форма полностью определяется своими значениями на векторах базиса.
- Размерность пространства {\displaystyle W(L,L)} есть {\displaystyle \dim W(L,L)=(\dim L)^{2}}.
- Несмотря на то, что матрица билинейной формы {\displaystyle F} зависит от выбора базиса, ранг матрицы билинейной формы в любом базисе один и тот же, он называется рангом билинейной формы {\displaystyle F}. Билинейная форма называется невырожденной, если её ранг равен {\displaystyle \dim L}.
- Для любого подпространства {\displaystyle M\subset L} ортогональное дополнение {\displaystyle M^{\perp }} является подпространством {\displaystyle M^{\perp }\subset L}.
- {\displaystyle \dim L^{\perp }=\dim L-r}, где {\displaystyle r} — ранг билинейной формы {\displaystyle F}.

## Преобразование матрицы билинейной формы при замене базиса
Матрица, представляющая билинейную форму в новом базисе, связана с матрицей, представляющей её в старом базисе, через матрицу, обратную матрице перехода к новому базису (матрице Якоби), через которую преобразуются координаты векторов.
Иными словами, если координаты вектора в старом базисе {\displaystyle X^{i}} выражаются через координаты в новом {\displaystyle x^{i}} через матрицу {\displaystyle \beta }
{\displaystyle X^{i}=\sum \beta _{j}^{i}x^{j}}, или в матричной записи {\displaystyle X=\beta x}, то билинейная форма {\displaystyle F} на любых векторах {\displaystyle x} и {\displaystyle y} запишется, как
{\displaystyle F(x,\,y)=\sum _{i,j}F_{ij}X^{i}Y^{j}=\sum _{i,j,k,m}F_{ij}\beta _{k}^{i}\beta _{m}^{j}x^{k}y^{m}},
то есть компоненты матрицы, представляющей билинейную форму в новом базисе, будут:
{\displaystyle f_{km}=\sum _{i,j}F_{ij}\beta _{k}^{i}\beta _{m}^{j}},
или, в матричной записи:
{\displaystyle f=\beta ^{T}F\beta },
{\displaystyle \beta =\alpha ^{-1}}, где {\displaystyle \alpha } — матрица прямого преобразования координат {\displaystyle x=\alpha X}.

## Связь с тензорными произведениями и функтором Hom
Из универсального свойства тензорного произведения следует, что билинейные формы на V находятся во взаимно-однозначном соответствии со множеством {\displaystyle {\text{Hom}}(V\otimes V,k)}, где k — основное поле.
Так как функтор тензорного произведения и функтор Hom являются сопряженными, {\displaystyle {\text{Hom}}(V\otimes V,k)\cong {\text{Hom}}(V,{\text{Hom}}(V,k))}, то есть билинейной форме соответствует линейное отображение из {\displaystyle V} в двойственное пространство {\displaystyle V^{*}}. Это соответствие может быть проведено двумя путями (так как существует два функтора тензорного произведения — с зафиксированным левым аргументом и с зафиксированным правым), их часто обозначают как
{\displaystyle B_{1}({\mathsf {v}})=B({\mathsf {v}},\cdot )}
{\displaystyle B_{2}({\mathsf {v}})=B(\cdot ,{\mathsf {v}})}.